# Micropholis grandiflora
Espèce
Statut de conservation UICN

 CR B1+2c : 
En danger critique
Classification phylogénétique
Micropholis grandiflora est une espèce de plantes à fleurs de la famille des Sapotaceae. C'est un arbre originaire d'Amazonie.

## Répartition
Endémique dans la forêt amazonienne de l'état d'Amazonas au Brésil.

## Conservation
Cet arbre n'est connu que dans le Parc national du Pico da Neblina.